# Johannes Kerkorrel
Johannes Kerkorrel (* 27. März 1960 in Johannesburg; † 12. November 2002 in Kleinmond; bürgerlicher Name Ralph John Rabie; als Künstlername auch Johnny K und Johannes) war ein südafrikanischer Sänger, Journalist, Theaterschauspieler und Bühnenautor.

## Leben
Rabie wurde in Johannesburg geboren. Sein Vater Koos Rabie war Ingenieur in einem Kohlekraftwerk der Eskom, seine Mutter Annie Hausfrau. Ralph John Rabie wuchs in einem traditionell geprägten Haushalt auf. Mit acht Jahren bekam er ein Klavier. Bereits als Schüler trat er in der Öffentlichkeit als Musiker auf. Wegen der Tätigkeit seines Vaters zog die Familie mehrfach in verschiedene Städte Transvaals um, bis Rabie schließlich 1977 sein Matric an der Sasolburg High School machte. 1978 begann er an der Universität Potchefstroom ein Studium der Industriellen Psychologie und des Journalismus. 1980 heiratete er, im Folgejahr erwarb er einen Honours-Abschluss für Englische Literatur an der Universität Kapstadt. 1982 wurde er zum zweijährigen Wehrdienst bei der South African Defence Force eingezogen. 1983 wurde sein Sohn geboren. 
Nach dem Wehrdienst arbeitete er als Journalist bei der afrikaanssprachigen Wochenzeitung Rapport. 1986, während die Apartheid ihren Höhepunkt unter der Regierung der Nationalen Partei unter Staatspräsident Pieter Willem Botha erlebte, begann Rabie, unter seinem neuen Bühnennamen (kerkorrel ist das Afrikaans-Wort für Kirchenorgel) politisches Kabarett bei Kunstfesten zu machen. 1987 wurde Rabie von Rapport gekündigt, weil er Zitate aus Bothas Reden in seiner Musik verwendet hatte. Er begann, hauptberuflich mit seiner Band Johannes Kerkorrel en die Gereformeerde Blues Band (Johannes Kerkorrel und die reformierte Bluesband – der Bandname bezieht sich ironisch auf die Niederländisch-reformierte Kirche Südafrikas) – zu komponieren und aufzutreten. Mitglied der Band war auch der afrikaanische Chansonnier Koos Kombuis. Dieser neue Stil der afrikaanssprachigen Musik wurde bekannt als alternatiewe Afrikaans (alternative afrikaanssprachige Musik) – sie vermittelte einer neuen Generation Buren ein Bewusstsein für unterschiedliche politische Meinungen. In derselben Zeit trennte sich Kerkorrel von seiner Frau.
1989 veröffentlichte die Gereformeerde Blues Band das Album Eet Kreef! (Esst Langusten!) beim Musiklabel Shifty Records. Sechs der neun Titel durften nicht im staatlichen Rundfunk und Fernsehen gespielt werden, das Album war aber trotzdem kommerziell erfolgreich. Danach tourte die Band, unterstützt durch die alternative afrikaanssprachige Wochenzeitung Vrye Weekblad, durch Universitäten und trat bei Kunstfesten auf. Diese Tour hieß Voëlvry (vogelfrei). Rabies umstrittene Neuorientierung in der afrikaanssprachigen Popmusik wurde daher als „Voëlvry-Bewegung“ bezeichnet. Besonders der konservative Geheimbund Afrikaner Broederbond versuchte, Konzerte der Bewegung zu verhindern.
1990 erschien Kerkorrels kommerziell erfolgreichstes Album, Bloudruk. In den Texten formulierte er seine Wünsche für ein neues, soziales Südafrika. In dem Lied Vir ’n Wit Mynwerker besingt Kerkorrels seinen Freund Carol-Brink Steenkamp. Das Album wurde aber teilweise verrissen. Zeitweise nannte sich Kerkorrel nun Johnny K. 1990 besuchte er erstmals Amsterdam. Nach einem Auftritt auf dem Dranouter Festival in Belgien wurde das Lied Hillbrow aus dem Album Eet Kreef! in Belgien ein Hit. Daraufhin begann Kerkorrel eine Solotour. In den darauffolgenden Jahren hatte er wesentlichen Erfolg in Belgien und den Niederlanden. In Belgien verbrachte er viel Zeit, in der er sich mit Stef Bos, einem niederländischen Kabarettisten, anfreundete und zusammen mit ihm auftrat. 1992 ging er gerichtlich gegen den Autor Koos Prinsloo vor, weil er sich in dessen Buch Slagplaas als homosexueller Künstler wiedererkannte, dessen Freund sich – wie zuvor Steenkamp – erhängt hatte. 
1994 trat Kerkorrel mit dem Lied Halala Afrika bei der Amtseinführung Präsident Nelson Mandelas auf. Im selben Jahr erschien das Album Cyanide in the Beefcake, das erstmals einige englischsprachige Lieder enthielt, darunter River of Love über den Suizid Steenkamps. In seinem 1995 erschienenen Album Ge-trans-for-meer dichtete er das Volkslied Al lê die Berge nog so blou in ein Liebeslied zweier Männer um. Ab 1997 nannte er sich Johannes. 1999 sang er zur Amtseinführung Präsident Thabo Mbekis vor rund 100.000 Menschen. Ebenfalls 1999 trat er als Theaterschauspieler in dem Stück Johnny Cockroach (A Lament of Our Times) auf, dessen Text von Breyten Breytenbach speziell für ihn geschrieben worden war.

## Tod
Rabie erhängte sich am 12. November 2002 in Kleinmond, in der Nähe von Hermanus an der Küste des Westkaps. Er hinterließ seinen langjährigen homosexuellen Lebenspartner sowie seine Exfrau und einen Sohn.

## Auszeichnungen
- 1995 SAMA – Bestes Popmusik-Album für Cyanide in the Beefcake[1]
- 1997 SAMA – Bester männlicher Sänger und bestes Adult Contemporary Album in Afrikaans für Ge-trans-for-meer[13]
- 2001 Geraas – Bestes Popmusik-Album und beste Adaption von Die Ander Kant[14]
- 2013 SAMA – Award für das Lebenswerk (Lifetime Achievement Award)[15][16] (postum)

## Diskografie
- Eet Kreef! (1989)
- Bloudruk (1992)
- Cyanide in the Beefcake (1994)
- Ge-trans-for-meer (1996)
- Tien Jaar Later (1998)
- Johannes Sing Koos du Plessis (1999)
- Die Ander Kant (2000)
- Voëlvry Die Toer (2002)
- Kerkorrel – Best Of: Pêrels Voor Die Swyne (2003)
- Hoe Ek Voel (2012) – veröffentlicht am zehnten Jahrestag von Rabies Tod[17]

## Würdigungen
Nach Rabies Tod machten verschiedene Künstler Aufnahmen zur Würdigung seines Lebens und seiner Arbeit, unter anderem:
- Koos Kombuis – Johnny is nie dood nie
- Stef Bos – Pelgrimsrus
- Riku Lätti – Ysbeer
- Amanda Strydom – Ek Het Gedroom
- Karen Zoid – Foto Teen Die Muur
- Jak De Priester – Kerkorrel
- Kristoe Strauss – Sit Dit Self Af
- Jan Blohm – Johnny K

## Coverversionen
Viele Coverversionen von Rabies Musik entstanden, darunter:
- Stef Bos – Hillbrow
- Riku Lätti – Somer
- Amanda Strydom – Hoe Ek Voel
- Amanda Strydom – Halala Afrika

## Filme
- Who Killed Johannes Kerkorrel? Dokumentarfilm, Südafrika, 2011.